# Незваный гость (мультфильм)
«Незваный гость» (другое название — «Ворона и лисица») — советский короткометражный рисованный мультипликационный фильм 1937 года студии «Союзмультфильм». Режиссёр Пантелеймон Сазонов создал вольную экранизацию знаменитой басни И. А. Крылова «Ворона и Лисица». Мультфильм находится в общественном достоянии, так как был выпущен более 70 лет назад.

## Сюжет
Ворона, Петух и другие птицы устроили торжество, а попытавшегося испортить его Лиса прогнали с позором.